# Sin nombrevirus
Sin nombrevirus är ett hantavirus som förekommer främst i Nordamerika. Viruset orsakar en lungsjukdom där patienten får vätska i lungorna. Bärare av viruset är en gnagare, hjortmus, och viruset förekommer där detta djur finns.
Sin nombre är spanska för utan namn vilket har att göra med svåriheten att hitta ett passande namn. Viruset upptäcktes i "Four Corners region" i västra USA och detta var också ett namn som föreslogs tidigt. Men rädsla för minskad turism och sjunkande investeringar ledde till att man försökte hitta ett annat namn. Efter ytterligare några förslag så fick det bli Sin nombre.